# Maria Adelaide de Austria
Maria Adelaide (Adelheid Franziska Marie Rainera Elisabeth Clotilde; 3 iunie 1822 - 20 ianuarie 1855) a fost prima soție a lui Victor Emanuel al II-lea al Italiei și astfel regină a Sardiniei din 1849 până la moartea sa.

## Arhiducesă de Austria
S-a născut la Palatul Regal din Milano și a fost primul copil al Arhiducelui Rainer de Austria și a soției lui, Elisabeta de Savoia. Tatăl ei a fost vicerege al Lombardiei-Veneția și a fost fiul lui Leopold al II-lea, Împărat Roman și al Mariei Luisa a Spaniei. Mama ei a fost membră a Casei de Savoia și fiică a Prințului de Carignan. Fratele ei mai mic Arhiducele Rainer Ferdinand a fost mai târziu prim ministru al Austriei. Ambii ei frați au făcut căsătorii morganatice.

## Ducesă de Savoia

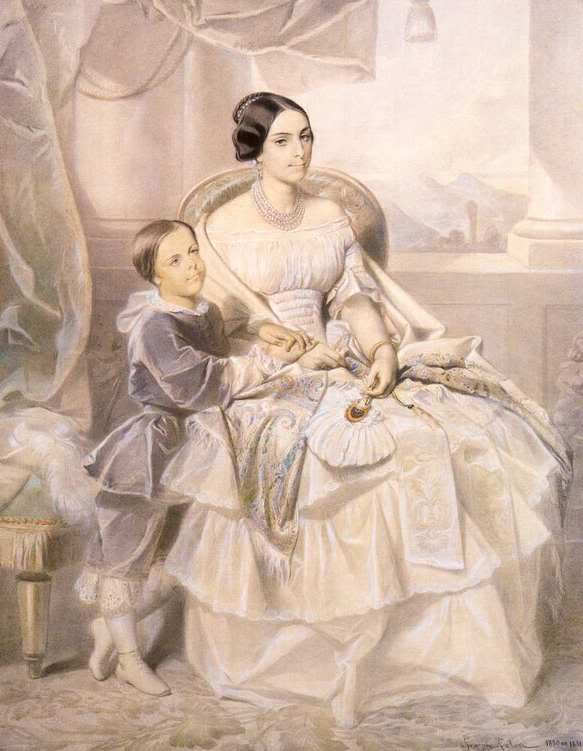
Adelaide, regină a Sardiniei cu fiul ei cel mare, viitorul Umberto I al Italiei.

La 12 aprilie 1842 s-a căsătorit cu Victor Emanuel de Savoia. Căsătoria a fost realizată pentru a cimenta relațiile dintre Casa de Savoia și Casa de Habsburg dar a fost privită de mulți oameni ai timpului pentru a crește puterea austriacă în Italia.
Victor Emanuel era vărul ei și moștenitor al regelui Sardiniei. Înainte de a accede la tron a fost Duce de Savoia. Mama soțului ei, Maria Theresa de Austria, a păstrat o mare influență asupra fiului ei toată viața. Soacra ei era verișoara primară a Adelaidei, ambele fiind nepoate ale împăratului Leopold al II-lea. 
Adelaide și soțul ei au avut opt copii. Soțul ei a avut diferite aventuri extraconjugale de-a lungul căsătoriei. Adelaide a fost o femeie liniștită și pioasă și a avut o educație strictă. A fost o soție iubitoare și s-a ocupat cu munca de caritate.

## Regină a Sardiniei
În martie 1849 socrul ei regele Carlo Alberto a abdicat în urma revoluției din 1848. Soțul ei i-a succedat sub numele Victor Emanuel al II-lea al Sardiniei. În timpul domniei sa regină a mai avut trei copii și toți au murit în copilărie. La 8 ianuarie 1855 a născut un fiu care a devenit Conte de Geneva. Patru zile mai târziu regina Maria Theresa a murit. Adelaide a mers la funeralii la 16 ianuarie și când s-a întors la palat a răcit. A murit patru zile mai târziu la Palatul Regal din Torino după un atac acut de gastroenterită.
A fost înmormântată la biserica Superga. În 1861 soțul ei va deveni primul rege al Italiei unificate. Victor Emanuel va face o căsătorie morganatică cu Rosa Vercellana. Actualul pretendent italian la tron este stră-strănepotul Mariei Adelaide.

## Copii
- Prințesa Maria Clotilde de Savoia (2 martie 1843 – 25 iunie 1911) căsătorită cu Napoleon Joseph Bonaparte; a avut copii.
- Umberto I al Italiei (14 martie 1844 – 29 iulie 1900) căsătorit cu Prințesa Margherita de Savoia; a avut copii.
- Amadeo al Spaniei (30 mai 1845 – 18 ianuarie 1890) căsătorit cu Maria Vittoria dal Pozzo și mai târziu cu Maria Letizia Bonaparte; a avut copii.
- Prințul Oddone de Savoia (11 iulie 1846 – 22 ianuarie 1866) a murit necăsătorit.
- Prințesa Maria Pia de Savoia (14 februarie 1847 – 5 iulie 1911) căsătorită cu Luís I al Portugaliei; a avut copii.
- Prințul Carlo Alberto de Savoia (2 iunie 1851 – 22 iunie 1854) Duce de Chablais, a murit în copilărie.
- Prințul Vittorio Emanuele de Savoia (6 iulie 1852) a murit la naștere.
- Prințul Vittorio Emanuele de Savoia (18 ianuarie 1855 – 17 mai 1855) Conte de Geneva, a murit în copilărie.